# 三里塚光ヶ丘
三里塚光ヶ丘（さんりづかひかりがおか）は、千葉県成田市の大字。郵便番号は286-0117。

## 地理
成田市の南東部に位置し、遠山地区に所属する。
周辺の本三里塚、三里塚、三里塚御料と隣接する。

## 世帯数と人口
2017年（平成29年）10月31日現在の世帯数と人口は以下の通りである。
| 大字         | 世帯数  | 人口    |
| ------------ | ------- | ------- |
| 三里塚光ヶ丘 | 743世帯 | 1,130人 |

## 小・中学校の学区
市立小・中学校に通う場合、学区は以下の通りとなる。
| 地域 | 小学校               | 中学校             |
| ---- | -------------------- | ------------------ |
| 全域 | 成田市立三里塚小学校 | 成田市立遠山中学校 |

## 施設
- キーコーヒー成田営業所
- ジェーソン三里塚店
- 三里塚浅間神社
- JRバス関東三里塚駅
- 光ヶ丘共同利用施設
- 千葉県警察成田合同庁舎
- パナソニック エレベーター成田工場

## 交通

### 道路
- 千葉県道62号成田松尾線（芝山はにわ道・本三里塚、三里塚方面）

### バス

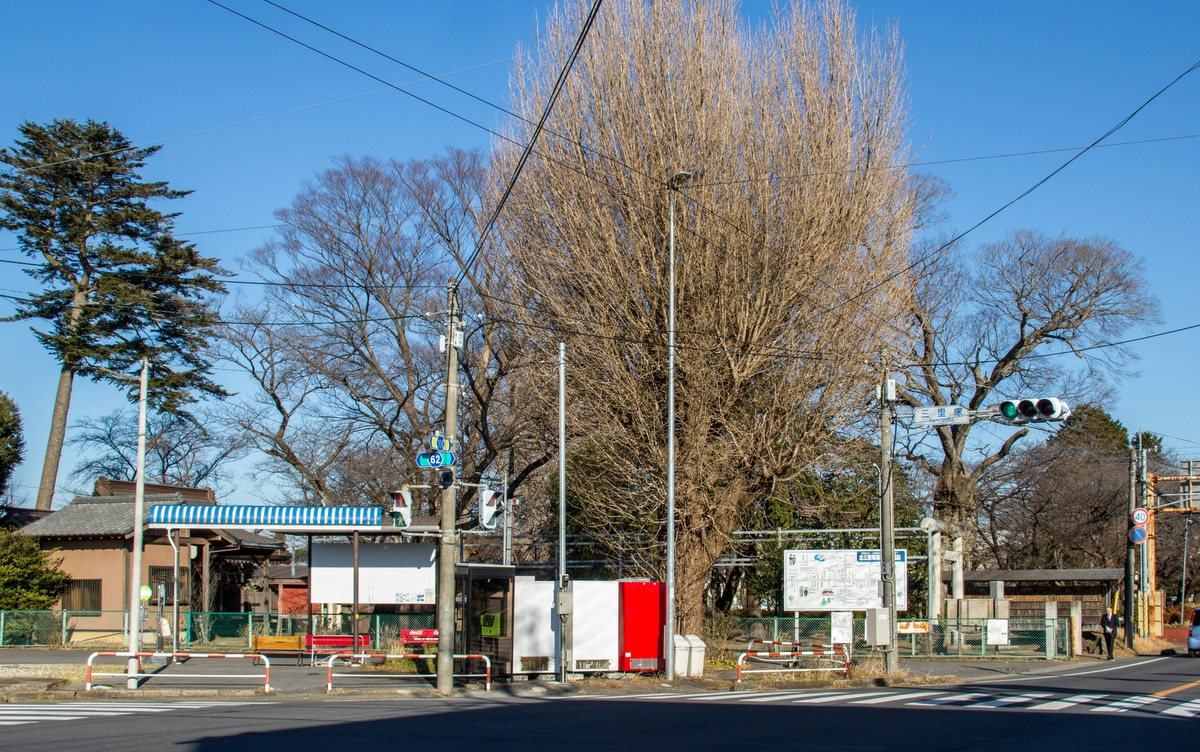
三里塚駅（元自動車駅）。窓口営業は行っていないが、東関東支店開設まで多古本線の折り返し転向場となっていた。

- ジェイアールバス関東（東関東支店）多古本線 - 八日市場駅～多古台バスターミナル～成田空港～成田駅
  - （住宅入口（三里塚）） - 三里塚 - 三里塚御料 - （三里塚小学校前（本三里塚））
- 成田空港交通・博物館線 - 成田空港～航空科学博物館～南三里塚
  - （住宅入口（三里塚）） - 三里塚 - （桜川（三里塚））
- 成田市コミュニティバス（千葉交通運行）遠山ルート（南三里塚回転所～京成成田駅～保健福祉館）
  - （三里塚御料牧場記念館北 （三里塚御料）） - 光ヶ丘共同利用施設 - （本三里塚共同利用施設入口 （本三里塚））